# Gamurs
GAMURS Group, được biết đơn giản là Gamurs, là một trang xuất bản truyền thông và giải trí về esports. Được thành lập vào năm 2014, tập đoàn hiện điều hành nhiều thương hiệu tập trung vào thị trường tin tức giải trí và thể thao điện tử, bao gồm các trang web: Dot Esports, We Got This Covered, The Mary Sue, Prima Games và Escapist. GAMURS có trụ sở tại Sydney, Australia và văn phòng tại Austin, Texas.

## Lịch sử
Vào năm 2010, Riad Chikhani và Phillip Luu, cả hai khi ấy mới 14 tuổi, đã sáng lập nên Rune Gear, một cổng thông tin trực tuyến dành cho trò chơi RuneScape. Năm 17 tuổi, họ đã bán doanh nghiệp để tập trung vào việc học. Việc thành lập cổng thông tin này đã thúc đẩy hai người phát triển hoạt động kinh doanh tương tự nhưng dành cho nhiều trò chơi hơn, mà sau này trở thành GAMURS Group.
GAMURS bắt đầu hoạt động với hình thức giống một trang mạng xã hội sau khi tham gia chương trình NRMA Jumpstart được điều hành bởi Slingshot Accelerator. Sau khi chương trình kết thúc, công ty đã huy động được 500.000 USD trong vòng tài trợ hạt giống. Sau đó GAMURS đã mua lại hai nền tảng TeamFind và CSGOTeamFinder. Vào ngày 14 tháng 2 năm 2016, hai trang web được hợp nhất để cung cấp dịch vụ tìm kiếm đội và người chơi dành cho hai tựa game Counter-Strike: Global Offensive và Liên Minh Huyền Thoại. GAMURS đã huy động được thêm 500.000 USD trong một vòng tài trợ hạt giống khác vào tháng 4 năm 2016.
Vào 26 tháng 4 năm 2016, GAMURS đã mua lại các trang web xuất bản thể thao điện tử khác bao gồm eSports-Nation.com, GoldPer10 và eSports.guru. Sau khi hoàn tất việc mua lại, ba nền tảng trên đã được hợp nhất, biến GAMURS trở thành nhà cung cấp nội dung cho các tựa game như Call of Duty: Black Ops III, Halo 5: Guardians, Hearthstone và Overwatch. Vào ngày 11 tháng 6, GAMURS đã cho ra mắt EsportsWikis, một bộ bách khoa toàn thư trực tuyến dành riêng cho esports. Vào ngày 19 tháng 9, công ty đã mua lại hãng tin tức thể thao điện tử SplitPush.net. Vào ngày 19 tháng 9, GAMURS đã mua lại Dot Esports từ The Daily Dot.
Vào ngày 9 tháng 11 năm 2020, GAMURS mua lại Pro Game Guides, một thư viện hướng dẫn chơi game. Vào ngày 28 tháng 6 năm, 2021, GAMURS đã mua lại We Got This Covered, một trang web về phim, truyền hình, truyện tranh và văn hóa giải trí. Vào ngày 17 tháng 11, công ty mua lại trang web The Mary Sue, một nơi nhằm làm nổi bật phụ nữ trong không gian văn hóa "geek" và cung cấp nơi dành cho những bộ phận thiểu số hoặc ít sự đại diện có thể lên tiếng.
Vào ngày 3 tháng 1 năm 2022, GAMURS toong báo rằng họ đã thâu tóm Prima Games, một công ty truyền thông trò chơi. Vào ngày 10 tháng 2, họ cũng thông báo đã mua lại Twinfinite, một trang web tập trung về tin tức, đánh giá, tính năng về ý kiến về trò chơi điện tử. Vào ngày 30 tháng 9, công ty đã xác nhận rằng họ đã mua lại một loạt các trang web từ Enthusiast Gaming, bao gồm Destructoid, The Escapist, PC Invasion và Siliconera. Công ty đồng thời sa thải tổng biên tập của The Escapist vào tháng 11 năm 2023 vì đã khiến cho một số cộng tác viên của trang web — nổi bật là Ben "Yahtzee" Croshaw của  Zero Punctuation — từ chức và thành lập một công ty mới do nhân viên làm chủ.